# Mladen Pralija
Mladen Pralija (Šibenik, 28. siječnja 1959.) bivši je hrvatski nogometaš, koji trenutačno radi kao pomoćni trener Zoranu Vuliću u FC Sheriffu. Za Hajduk je branio 178 puta.
Nastupao je u splitskom Hajduku.